# 清河八郎
清河 八郎（きよかわ はちろう、文政13年10月10日（1830年11月24日） - 文久3年4月13日（1863年5月30日））は、江戸時代末期（幕末）の庄内藩出身の志士。田中河内介とともに九州遊説をして尊王攘夷派の志士を京都に呼び寄せ、一方で浪士組を結成し新選組・新徴組への流れを作り、自らも虎尾の会を率いて明治維新の火付け役となった。
幼名は元司、諱は正明、号は旦起、木鶏。本名は齋藤正明で、清川八郎と改名したのち、清河八郎を名乗った。山形県庄内町の清河神社に祭神として祀られている。位階は贈正四位。

## 生涯

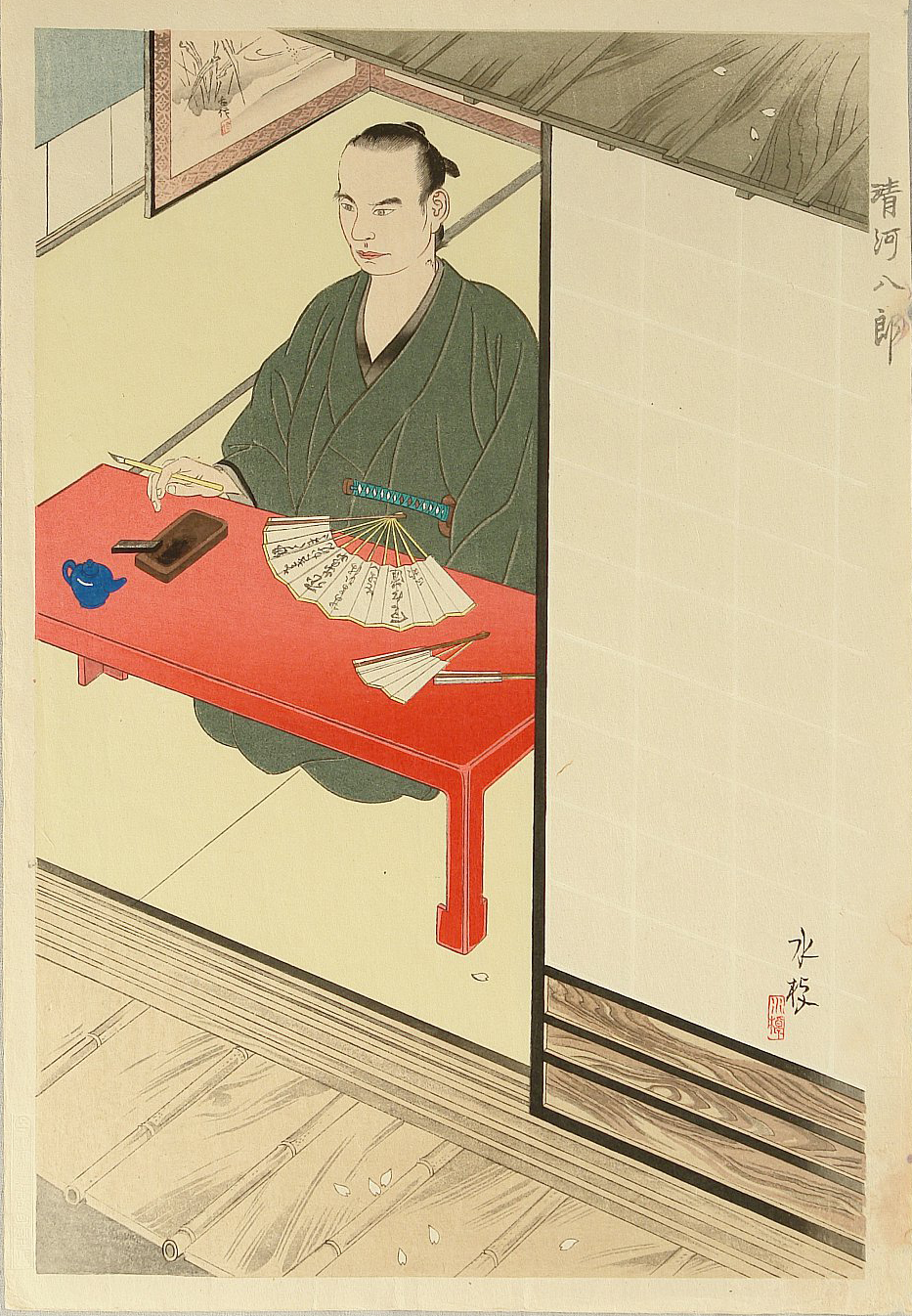
清河八郎の肖像画

### 誕生
出羽国田川郡清川村（現・山形県東田川郡庄内町）庄内藩郷士・齋藤豪寿の子。
天保14年（1843年）、清川関所役人の畑田安右衛門に師事し勉学に勤しむ。弘化3年（1846年）には後の天誅組総裁・藤本鉄石と会い親交を深めた。弘化4年（1847年）、江戸に出て古学派の東条一堂に師事する。才を認められ東条塾塾頭を命ぜられたが、固辞し安積艮斎に転塾。その傍ら、塾の同輩に誘われ、北辰一刀流の開祖・千葉周作の玄武館で剣を磨き免許皆伝を許され、江戸幕府の学問所である昌平黌に学んだ。その後、清河塾を開設するが、当時江戸市中で学問と剣術を一人で教える塾は清河塾だけであった。

### 諸国漫遊
安政2年（1855年）3月から9月にかけて、母親を連れて、清川村を出発。善光寺、名古屋、伊勢、奈良、京都、近江、大坂、宮島、岩国、天橋立、鎌倉、江戸、日光などをめぐる大旅行をする。その記録『西遊草』は、幕末の旅行事情を知るうえでは貴重な資料である。内容は各国の名士との出会いなどを中心に書かれているが、その性格からか辛辣で手厳しい批評が多い。

### 虎尾の会
安政7年（1860年）に起こった桜田門外の変に強い衝撃を受け、倒幕・尊王攘夷の思想を強める。この事件を契機に、清河塾に憂国の士が集まりだす。その中には幕臣の山岡鉄太郎（鉄舟）・笠井伊蔵・松岡万、薩摩藩の伊牟田尚平・樋渡八兵衛・神田橋直助・益満休之助、同門であった安積五郎らがいる。また池田種徳・中村貞太郎・西川練造・村上俊五郎・石坂周造などとも交わる。
同年、盟主として虎尾の会を結成。発起人は山岡鉄太郎ら15名。横浜外国人居留地を焼き討ちし、尊王攘夷の精神を鼓舞し、倒幕の計画を立てたが、この密計が幕府の知るところとなる。しかも文久元年（1861年）には罵詈雑言を浴びせてきた幕府の手先を斬り捨てたため、幕府に追われる立場となった。このとき、笠井・中村・西川らは捕縛され、後に獄死している。

### 急務三策と浪士組結成
倒幕運動を続けるため、京に潜伏したり諸国を回り、田中河内介に続いて九州遊説に入った。筑後国の水田天満宮付近の山梔窩に蟄居中の真木保臣の下にも滞在し、福岡藩士の平野国臣、小郡、肥後の尊皇攘夷派とも接触。その戦略は薩摩藩の率兵上京に期待を寄せるものであり、薩摩は立つと諸国を遊説したが、小松清廉は一切の言質を与えていない。『近世日本国民史』では京都に参集した尊皇攘夷派は、清河の空想的政局論により集められた一面があるとしている。
その後、山岡鉄舟らを通して松平春嶽（幕府政事総裁職）に急務三策（1. 攘夷の断行、2. 大赦の発令、3. 天下の英材の教育）を上書する。尊攘志士に手を焼いていた幕府はこれを採用し、松平忠敏のもとに浪士組結成が許可された（234名）。上手く幕府を出し抜いて、今度は佐幕派を京に集め出した。文久3年（1863年）2月23日、将軍・徳川家茂上洛の際、その前衛として浪士組を率い京へ出発。到着した夜に浪士を壬生の新徳寺に集め、本当の目的は将軍警護でなく尊王攘夷の先鋒にあると述べる。鵜殿鳩翁が浪士組隊士の殿内義雄・家里次郎の両名に、京に残留することを希望する者の取りまとめを依頼し、攘夷に反対した根岸友山・芹沢鴨・近藤勇・土方歳三らが残留、袂を分かった。翌日、200名の手勢を率い朝廷に建白書の上申を願い出で、幸運にも受理された。
このような浪士組の動静に不安を抱いた幕府は、浪士組を江戸へ呼び戻す。江戸に戻ったあと浪士組を動かそうとするが、京都で完全に幕府と対立していたため狙われていた。

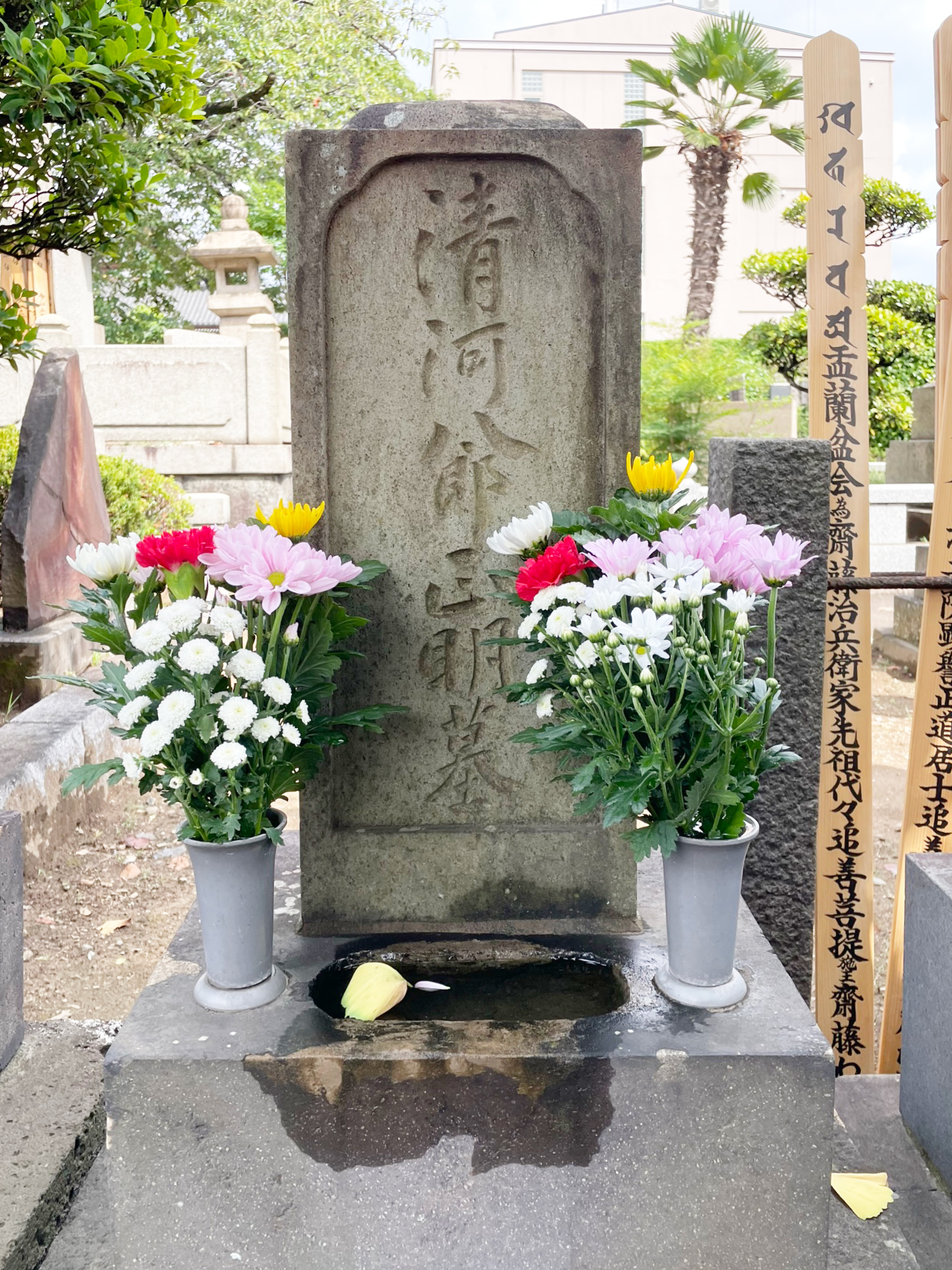
東京の伝通院にある墓（2023年撮影）

同年4月13日、幕府の刺客、佐々木只三郎・窪田泉太郎など6名によって麻布赤羽橋（現麻布十番商店街そば）で首を討たれた。享年34。『女士道』（山岡英子　1903年）の記述によると首は石坂周造が取り戻し、山岡英子（山岡鉄舟の妻）が保管し伝通院に葬ったが後に遺族に渡したという。墓所は東京文京区小石川の伝通院にある。死後、幕府は浪士組を新徴組と改名し、庄内藩預かりとした。明治41年（1908年）、特旨により正四位を贈位された。

## 評価
- 高橋泥舟
  - 「その天性猛烈であって、正義の念強く、体格堂々、威風凛々。音声は鐘のようで、眼光人を射る。一見して凡人超越の俊傑であることを知る」[13]
  - 「平素はじつに淡泊なもので磊々落々たるもので文武の男でしたな。しかし議論をする時分には、だれでも自分の思うとおり、やっつけてしまいますので、私はよっぽど、それはいけないからよせと言って忠告しましたが、性質でしたから直りませんでしたな」[14]
- 草野剛三
  - 「仁心のある人で、私が病中の時などは、私は木綿物を着ていたが、その時に自分の着ていた物を脱いで、これを着て早く病気を良くして呉れろと言って置いて行った」[15]。
  - 「人望はありましたな。あの頃の儒者が一歩譲っていた」[14]
- 佐田白茅 「八郎が一の英雄豪傑であった」[14]
- 西川澄 「清河さんは背が高く、色が白い気品のある方でした」

## 清河神社・清河八郎記念館
八郎の出身地である清川に、正四位の追贈を機に昭和8年（1933年）に清河神社が創建された。また昭和37年（1962年）には神社境内の一角に清河八郎記念館が開館。八郎の書簡など遺品を展示している。

## 著作
- 『西遊草』 小山松勝一郎校注、岩波文庫 ※若き日の旅日記
- 『西遊草 清河八郎旅中記』 小山松勝一郎編訳、平凡社東洋文庫 ※抄訳版

### 注
1. ↑  彼らは壬生浪士（壬生浪）となり、後に新選組へと発展していく。

## 関連文献
- 山路愛山編 『清河八郎遺著』 民友社、1913年
- 大川周明 『清河八郎』 行地社出版部、1927年

### 関連作品
小説
- 司馬遼太郎 「奇妙なり八郎」（『幕末』収録） 文藝春秋、1963年
- 柴田錬三郎 『清河八郎』 光風社、1963年
- 海音寺潮五郎 「清河八郎」（『幕末動乱の男たち（上）』収録） 新潮社、1968年
- 藤沢周平 『回天の門』 文藝春秋、1986年
- 峰隆一郎 「清河八郎暗殺編」（『新 幕末風雲録 2』） 祥伝社、1989年

漫画
- 手塚治虫 『陽だまりの樹』 小学館、1981-86年
- 小山ゆう 『お〜い!竜馬』 小学館、1986-96年
- 小山ゆう『AZUMI』小学館、2009-14年
- 和田慎二 『あさぎ色の伝説』 白泉社、1976年-90年
- 鈴ノ木ユウ　『竜馬がゆく』　文藝春秋

映画
- 清川八郎 （1929年、河合映画製作社） 演：葉山純之輔
- 清川八郎 （1930年、東亜キネマ･京都撮影所） 演：青柳竜太郎
- 暗殺 （1964年、松竹） 演：丹波哲郎
- 燃えよ剣 （1966年、松竹） 演：天津敏

テレビドラマ
- 燃えよ剣 （1966年、東京12チャンネル） 演：城所英夫
- 燃えよ剣 （1970年、NET） 演：御木本伸介
- 勝海舟 （1974年、NHK大河ドラマ） 演：中丸忠雄
- 新選組始末記 （1977年、TBS） 演：中谷一郎
- 竜馬がゆく （1982年、テレビ東京） 演：橋爪功
- 必殺スペシャル・新春 大暴れ仕事人！ 横浜異人屋敷の決闘 （1990年、朝日放送） 演：滝田栄
- 竜馬におまかせ！ （1996年、日本テレビ） 演：西村雅彦
- 新選組！ （2004年、NHK大河ドラマ） 演：白井晃
- 陽だまりの樹 （2012年、NHK） 演：土屋裕一

テレビアニメ
- 陽だまりの樹 （2002年、日本テレビ） 声：家中宏